# Notogamasellus vandenbergi
Notogamasellus vandenbergi är en spindeldjursart som beskrevs av Loots och Ryke 1965. Notogamasellus vandenbergi ingår i släktet Notogamasellus och familjen Ologamasidae. Inga underarter finns listade i Catalogue of Life.